# André Collini
Pour les articles homonymes, voir Collini.
André Charles Collini, né à Tunis le 18 novembre 1921 et mort à Lourdes le 10 novembre 2003, est un homme d'Église, archevêque de Toulouse de 1978 à 1996.

## Éléments biographiques

### Prêtre
Élève au séminaire de Tunisie issu du Kram il est intégré dans l'armée française commandée par Giraud en 1943. 
André Collini est ordonné prêtre juste après la guerre en 1947. Aumônier du lycée Carnot, prêtre à Carthage il est un des trois vicaires généraux de l'archevêché après l'indépendance (juillet 1954) à 33 ans; chargé des prêtres, il y suit la préparation du concile.

### Évêque
Nommé le 7 septembre 1962 évêque titulaire de Zephyrium (de) et évêque coadjuteur de l’évêque d’Ajaccio Llosa, il est ordonné le 7 octobre 1962, en la cathédrale de Carthage. Dès le 11 octobre, il se retrouve au concile. Il est évêque d’Ajaccio le 26 juillet 1966.
Après avoir été nommé coadjuteur de l'archevêque de Toulouse Louis Guyot le 21 décembre 1972, il devient archevêque de Toulouse le 16 novembre 1978. Il s'implique notamment dans l'œcuménisme. Il prend en général des positions considérées comme progressistes, par exemple sur le port du préservatif ou le dialogue avec les francs-maçons.
En décembre 1996 touché par la limite d'âge, il renonce à ses fonctions d'archevêque et se retire à Notre-Dame de la Paix, à Lagardelle-sur-Lèze. Il meurt à Lourdes le 10 novembre 2003.
Il est inhumé dans le chœur de la cathédrale Saint-Étienne de Toulouse (caveau sud).